# 地盤材料
地盤材料（じばんざいりょう）は、石分・礫分・砂分・細粒分から成り、地盤を構成する材料である。
分類方法として、工学的には主に粒度分布および土の液性限界・塑性限界試験の結果による分類方法が採用されている。地盤材料の材料特性としては、含水比、間隙率、粒度分布、土粒子の比重など様々なものがあり、地盤材料の力学特性に影響する。また、内部摩擦角および粘着力に着目した地盤材料を特にc-φ材料と呼ぶ。